# Estación de la Riba
Estación de la Riba vasútállomás Spanyolországban, La Riba településen. Az állomást a Tarragona–Reus–Lleida-vasútvonal érinti.